# 尹極
尹極（?—?），閬州（今四川閬中）人。字號不詳。
元和八年（813年）狀元，主考官是中書舍人韋貫之。其兄尹樞是德宗貞元七年（791年）辛未科狀元，時稱「梧桐雙鳳」。